# Willamina
Willamina az Amerikai Egyesült Államok északnyugati részén, Oregon állam Polk és Yamhill megyéiben elhelyezkedő város, a salemi és portlandi statisztikai körzetek része. A 2020. évi népszámlálási adatok alapján 2239 lakosa van.

## Története
A város nevét a Willamina Williamsről elnevezett Willamina-patakról kapta. Az 1855-ben alapított postát 1863-ban, majd 1868-ban elköltöztették (ekkor a mai Sheridan területére). 1878-ban új posta nyílt, amely 1891-ig működött.
1878-ban malom és fűrészüzem létesült. Willamina 1903-ban kapott városi rangot.

## Népesség
A 2010-es népszámláláskor a városnak 2025 lakója, 698 háztartása és 501 családja volt. A népsűrűség 833,3 fő/km2. A lakóegységek száma 777, sűrűségük 319,8 db/km2. A lakosok 82,1%-a fehér, 0,3%-a afroamerikai, 8,8%-a indián, 0,1%-a ázsiai, 0,4%-a a Csendes-óceáni szigetekről származik, 2,3%-a egyéb, 5,9%-a pedig kettő vagy több etnikumú. A spanyol vagy latino származásúak aránya 6% (   )
A háztartások 40,1%-ában élt 18 évnél fiatalabb. 45,7% házas, 16% egyedülálló nő, 10% egyedülálló férfi, 28,2% pedig nem család. 20,6% egyedül élt; 7%-uk 65 éves vagy idősebb. Egy háztartásban átlagosan 2,89 személy élt; a családok átlagmérete 3,26 fő.
A medián életkor 33,2 év volt. A város lakóinak 28,4%-a 18 évesnél fiatalabb, 9,8% 18 és 24 év közötti, 25,4%-uk 25 és 44 év közötti, 26,6%-uk 45 és 64 év közötti, 9,8%-uk pedig 65 éves vagy idősebb. A lakosok 50,1%-a férfi, 49,9%-a pedig nő.

## Gazdaság
A Pacific Face Brick Company téglagyárának 1907-es megnyitása gazdasági fellendülést okozott: kiépült az üzemet kiszolgáló vasútvonal, az előállított építőanyagot pedig a régió több helyszínén (például Yamhill megyei Törvénszék vagy Portlandi Művészeti Múzeum) is felhasználták. Az 1974-ben bezárt gyár nyersanyagai Newbergből és Buena Vistából származtak.
A Pacific Plywood Corporation fafeldolgozójának 1939-es megnyitásával a lakosságszám megháromszorozódott. A település a „Kisváros nagy bérekkel” becenéven lett ismert. A 21. század elejének legnagyobb foglalkoztatói a Spirit Mountain kaszinó és a város tankerülete voltak.

## Oktatás
A város iskoláinak fenntartója a Willaminai Tankerület.

## Vasúti közlekedés
Az 1907-ben alapított Sheridan and Willamina Railroad 1913 óta a Southern Pacific Railroad leányvállalataként működött. A Willaminát és Grand Ronde-ot összekötő vasútvonalat kiépítő Willamina and Grand Ronde Railroad 1980-ban a Willamette Valley Railway, később pedig a Portland and Western Railroad tulajdonába került. A Fort Hill és Grand Ronde közti szakaszon megszűnt a forgalom.

## Média
A településen korábban a The Sun, 2014 óta pedig a News-Register hetilapra lehet előfizetni.

## Fordítás
- Ez a szócikk részben vagy egészben  a   Willamina, Oregon című angol Wikipédia-szócikk ezen változatának fordításán alapul.  Az eredeti cikk szerkesztőit annak laptörténete sorolja fel. Ez a jelzés csupán a megfogalmazás eredetét és a szerzői jogokat jelzi, nem szolgál a cikkben szereplő információk forrásmegjelöléseként.